# Valerio Gazzani
Valerio Gazzani (Parigi, 28 gennaio 1967) è un ex calciatore italiano, di ruolo centrocampista, attivo principalmente negli anni novanta.

## Biografia
Sposato con Fabiana, ha un figlio di nome Alessio.

## Carriera
Ha vestito la maglia del Lecce in serie A nella stagione 1993-1994 (28 presenze e 2 reti).
Ha partecipato con lo stesso Lecce e la Ternana al campionato di Serie B (43 presenze complessive fra i cadetti).

## Palmarès

### Club

#### Competizioni nazionali
- Serie C1: 2

Ternana: 1991-1992
Lecce: 1995-1996